# Exposiciones del Museo Valenciano de Etnología

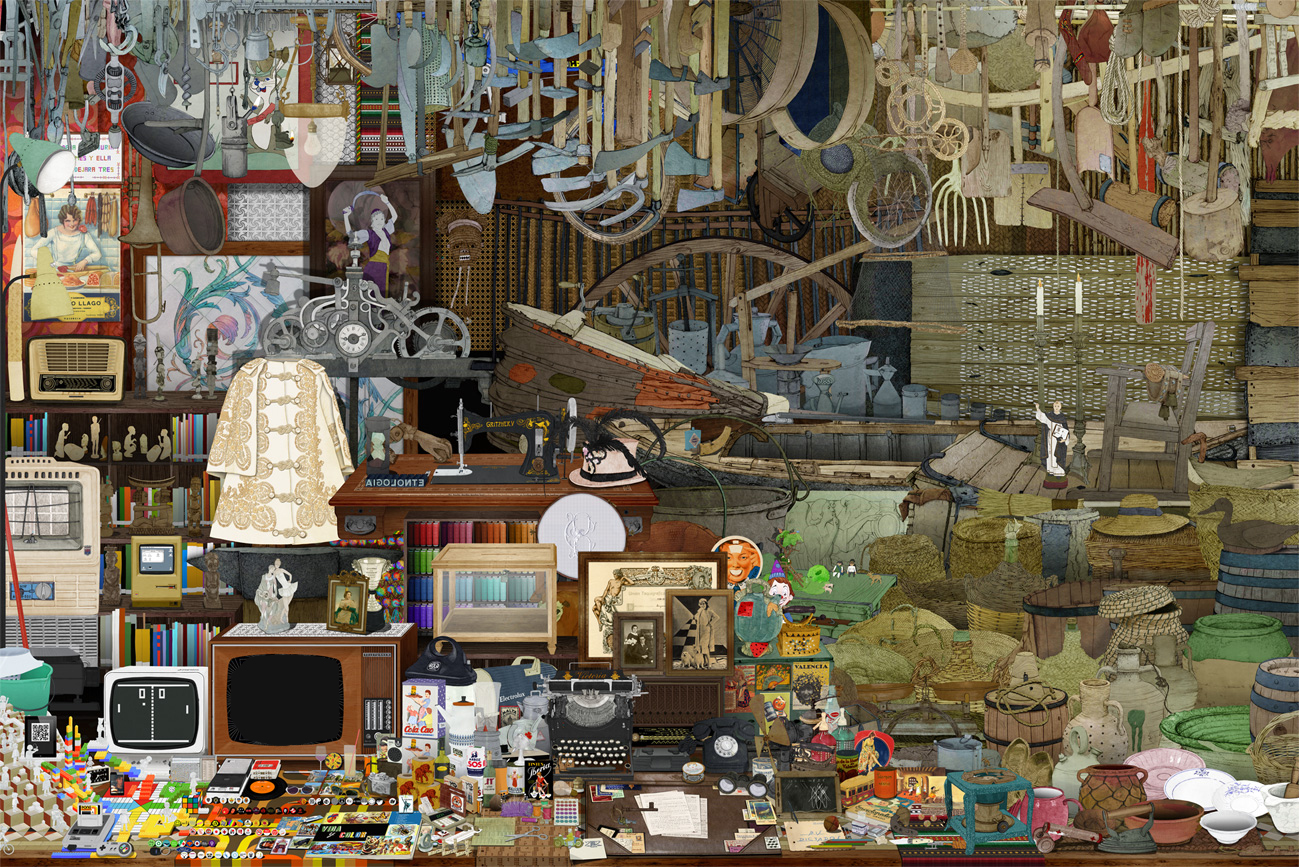
Imagen utilizada por el museo para introducir el conjunto de exposiciones permanentes. Se ilustran diferentes tipologías de objetos que representan la etnología.

El Museo Valenciano de Etnología, oficialmente en valenciano Museu Valencià d'Etnologia, se creó en 1982 y abrió al público su primera muestra permanente en 1983.

## Exposiciones permanentes
En cuanto a las salas permanentes, al museo ha habido varios proyectos de exposiciones permanentes, la primera data de la apertura del museo en 1983, y tenía por objetivo dignificar las colecciones recopiladas hasta ese momento y mostrar las potencialidades del estudio de la etnología valenciana, sin entrar a hacer un recorrido exhaustivo por la sociedad tradicional valenciana. Esta exposición se dividía en cuatro secciones dedicadas a la agricultura, la ganadería y el sector primario, a los oficios preindustriales y una última sobre mobiliario, cocina e indumentaria. El propio folleto presentaba la instalación como provisional, y presentaba una gran colección de objetos tradicionales recuperados puesto que nos años anteriores se había realizado una gran tarea recopiladora, y había la necesidad de mostrar estos objetos y la riqueza de la cultura tradicional valenciana. La exposición cerró las puertas en 1984.
En 1986 la exposición permanente primigenia fue sustituida por un monográfico sobre el ciclo del cereal denominado Del gra al pa, concebida como temporal pero que estuvo abierta al público hasta 1993. A pesar de ser teóricamente temporal, estuvo abierta al público entre diciembre de 1986 a junio de 1993, siendo la exposición más longeva del museo. El objetivo de la exposición era explicar como el grano había sido la base material sobre la que se sustentaba la sociedad tradicional valenciana, utilizando un planteamiento expositivo avanzado para la época. En marzo y julio de 1996 se realizan dos exposiciones temporales con el mismo planteamiento pero dedicadas al ciclo doméstico. Las ideas museográficas y museológicas de estas exposiciones han servido de base para las exposiciones del museo en los años siguientes.
Con la rehabilitación del Centro de la Beneficencia en 1995, se produce la segunda sala permanente del Museo Valenciano de Etnología, con una exposición que ya fue concebida como tal. En ella, se mostraban tres ámbitos de la vida: el doméstico, la obtención de primeras materias y las técnicas de fabricación. Además,  había una sala anterior donde se presentaba el territorio de la Comunidad Valenciana desde la vertiente geográfica, demográfica, económica y cultural.

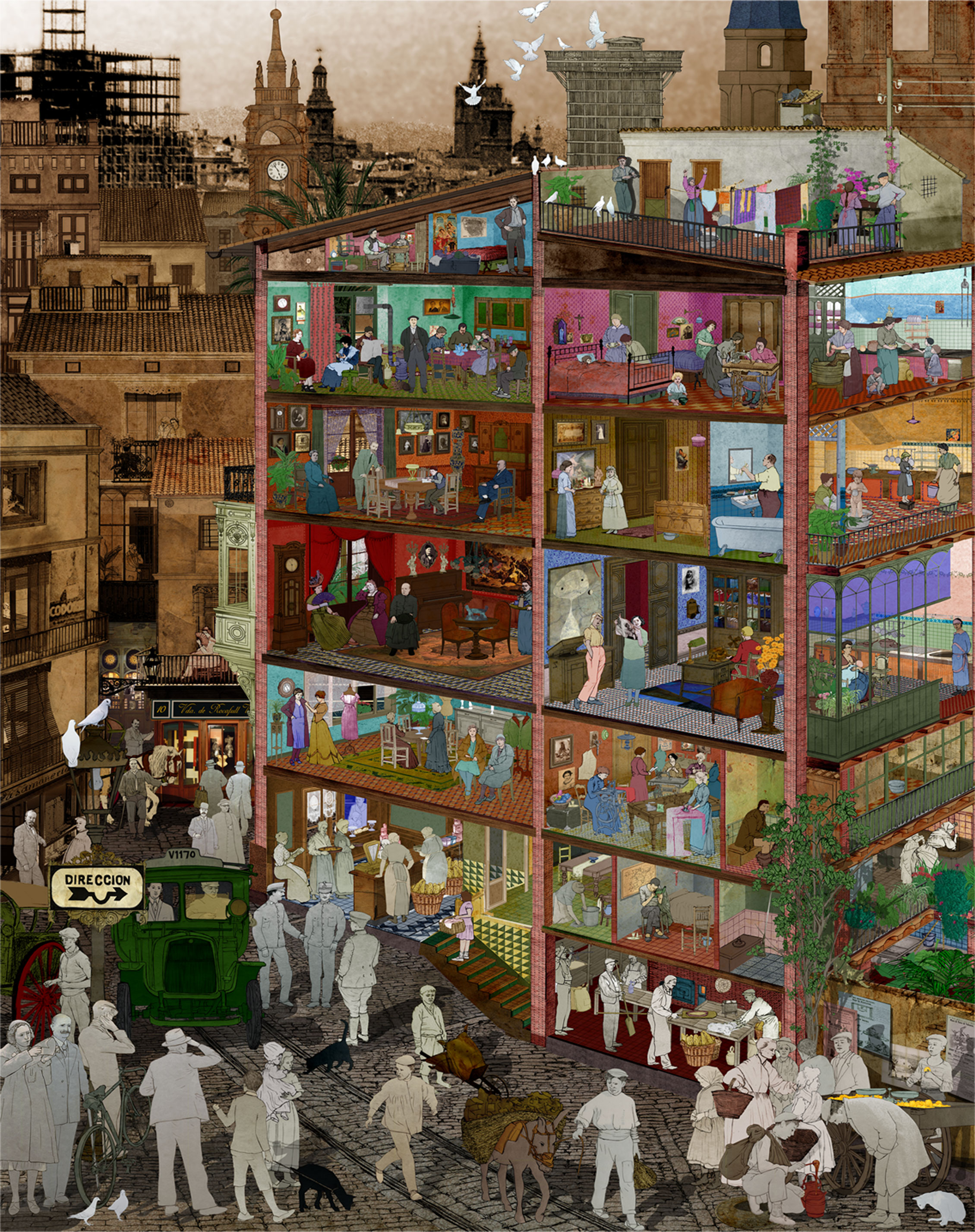
Imagen realizada por el Museo Valenciano de Etnología para la exposición permanente "La Ciutat Viscuda" donde se representa el interior de una finca (bloque de edificios) de una ciudad de principios del siglo XX donde se ilustran los diferentes tipos de usos. El Skyline muestra edificios emblemáticos de la Ciudad de Valencia.

En diciembre de 1997 se desmonta la segunda exposición. La decisión se justificó por la necesidad de obtener mayor proyección pública a partir de las exposiciones temporales, así como una necesidad de reordenar los espacios de presentación del museo. Con este cambio, empieza un periodo con un gran número de exposiciones temporales, impulsándose 64 entre 1997 y 2002. El trabajo del museo se centró, casi exclusivamente, en el campo de la difusión, mediante la creación de subseus temáticas (por ejemplo, el Museo Valenciano de la Fiesta de Algemesí, dedicado a la Procesión de la Virgen María de la Salud de Algemesí), y otros mecanismos como la acción exterior mediante exposiciones itinerantes destinadas a ayuntamientos, y la creación de un gran número de exposiciones temporales de carácter variado. Este periodo tuvo una actividad elevada, que permitió experimentar en el campo de la comunicación de discursos, pero hizo que el museo permaneciera sin ninguna exposición permanente, planteándose en el año 2000 la creación de salas permanentes sobre la sociedad tradicional.
Mientras, en diciembre de 1999 se fusionan el Museo Valenciano de Etnología y el Museo de Prehistoria de Valencia, creándose el Museo de Prehistoria y de las Culturas de Valencia. Esta situación se mantuvo hasta mayo de 2005. Esto haría que durante este periodo las exposiciones permanentes del ámbito de la etnología se plantearon dentro de un recorrido histórico que mostrara todas las culturas que habían habitado en el territorio de la actual Comunidad Valenciana. El proyecto de exposición permanente se estructura pues sobre la base de relacionar cultura y territorio.
A partir de 2003 se empieza a trabajar en un nuevo proyecto de exposición permanente que muestre la Comunidad Valenciana desde tres ópticas diferentes: las ciudades, las huertas y marjales y la montaña y el secano. En 2003 se produce la primera parte del proyecto, dedicada en las ciudades, desarrollando progresivamente los tres ámbitos de la exposición permanente, que culminaría en 2011.
En octubre de 2004 se inaugura la primera de las exposiciones permanentes del museo, La ciudad Vivida, ciudades valencianas en el periodo 1800-1940. Presenta una museografía clásica,  de carácter evocador e incluso nostálgico a partir de objetos, fotografías y entrevistas de memoria oral.  Hay diferentes partes dentro de la exposición: los espacios, habitar y trabajar. Ocupa unos 400 metros cuadrados.
La segunda de las exposiciones permanentes se denomina Huerta y Marjal. Se planteó con una museografía renovadora, de carácter conceptual. A partir de dos o tres ideas fuerza, en la primera sala se presenta una museística con pocos objetos, recayendo la fuerza discursiva en fotografías y la propia escenografía, dos o tres ideas fuerza. de carácter innovador, por ejemplo utilizando basquets de naranjas combinados con imágenes sobre la exportación de la naranja. Por el contrario, la segunda parte de la exposición se ubica en la llamada sala de los objetos, donde se presentan vitrinas con objetos agrupados por procesos de trabajo, y colecciones relacionadas con la fiesta, la religión, la pesca en la marjal y el trabajo doméstico. Destacan los objetos relacionados con el trabajo agricultura, por la especial importancia de la huerta al ámbito valenciano. Esta sala sirve de ejemplo de la riqueza de las colecciones de objetos custodiadas por el museo.

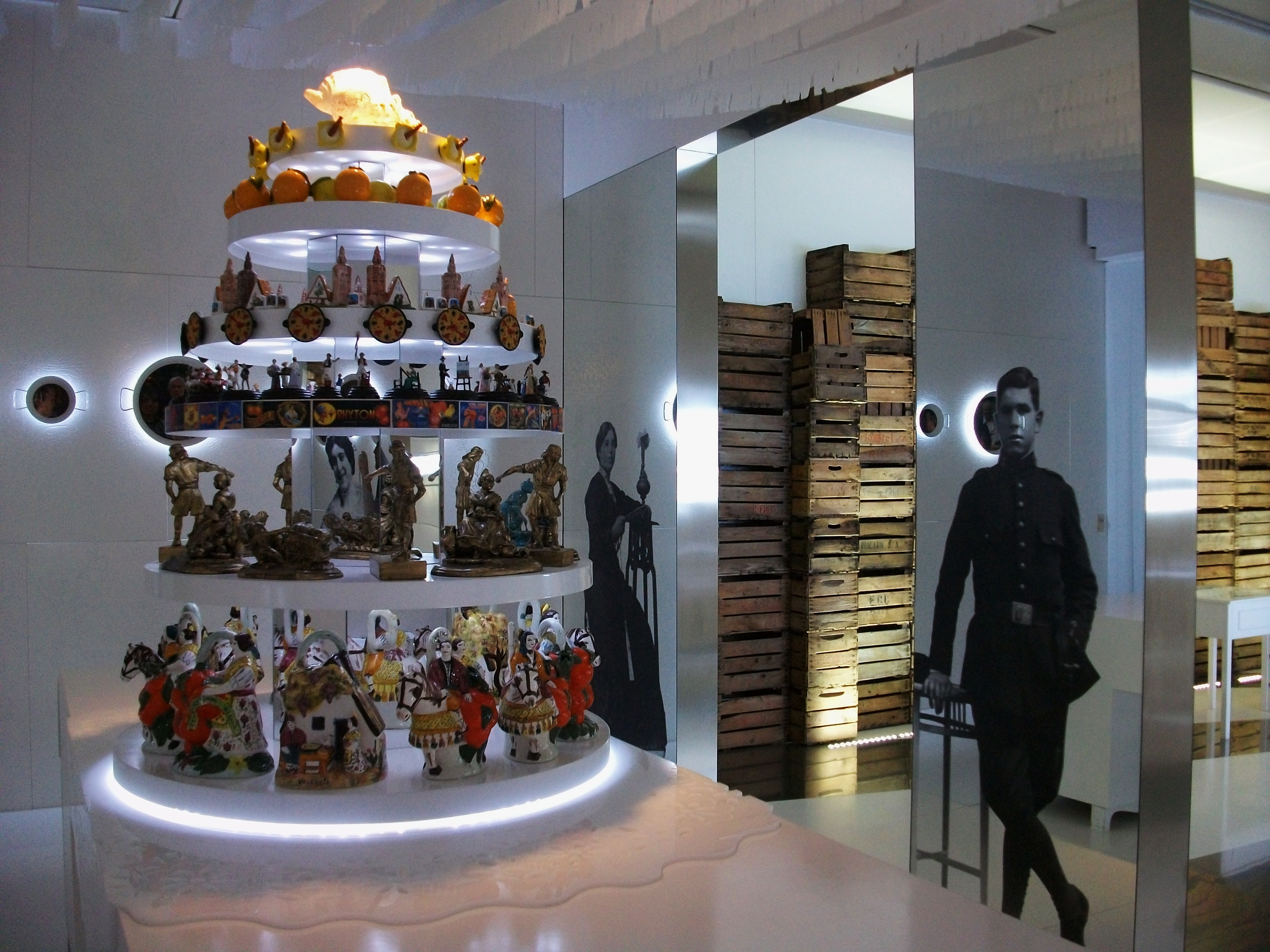
Objetos decorativos con motivos folclóricos valencianos, ejemplo de la museografía de la sala "Horta i Marjal".

En Secano y Montaña se sigue la estructura de la anterior exposición, con una sala conceptual de marcado carácter esceanográfico en el diseño, y una segunda donde los objetos tienen todo el protagonismo. En la sala conceptual se muestran las invisibilidades de las realidades culturales y geográficas del medio rural valenciano. Destaca la escenografía con una reproducción a escala 1:25.000 del territorio de secano valenciano cubriendo toda la sala. Durante la exposición se utilizan piezas de relevancia museográfica como un carro cargado de televisores, u objetos tradicionales colgados del techo, forzando a una perspectiva de observación diferente al habitual.
Después de 15 años, en junio de 2018 se comenzó a desmantelar la exposición permanente para su renovación total, en el caso de la sala dedicada a “la ciutat” y para una reforma menor en las salas dedicadas a “l’horta i marjal”, y “sec i muntanya.
El Museo Valenciano de Etnología aprovecha el cambio para renacer con una nueva marca, El Etno, y un nuevo logotipo, obra de Pepe Gimeno, diseñador también del anterior logotipo.
Las obras de renovación, que supusieron el cierre de la exposición permanente y una inversión de aproximadamente 250.000 euros, debían haber acabado para el mes de febrero del 2020, pero los retrasos en la tramitación administrativa del proyecto produjeron un retraso en la inauguración, prevista, esta vez, para el mes de marzo; finalmente, los acontecimientos resultantes de la pandemia por COVID-19, retrasaron su apertura al mes de julio, reabriendo sus puertas al público el 14 de ese mismo mes.
La nueva exposición, que ha pasado a llamarse  ‘No es fàcil ser valenciana / No es fàcil ser valencià’, y comisariada por Joan Seguí, Asunción García y Josep Aguilar, con la colaboración de todo el equipo del museo; cuenta con más de 1500 m² sobre la cultura tradicional y popular valenciana más reciente, del pasado siglo, y la más extendida, pudiéndose descubrir en ella objetos ( en total la muestra incorpora más de 1000, de los cuales 730 han sido restaurados por la Unidad de Fondo y Restauración del museo en los últimos dos años)  de la historia y de la vida cotidiana de todos los valencianos que van, desde un Seat 600 a un orinal para niños de Michey Mouse de los años 30, entre otros muchos, algunos de los cuales son donaciones de empresas.
Como ocurría con la exposición permanente anterior, con la nueva exposición se hace un recorrido por tres ámbitos:
- “la Ciutat”, donde se plantean cuestiones relacionadas con la tensión entre lo global y lo local;
- “l’Horta i la Marjal”, donde se tratan algunos de los imaginarios que se suelen proyectar en la cultura valenciana;
- y “Sec i Muntanya”, donde aparecen las invisibilidades, aquello que no se ve o se conoce poco de las zonas de interior del territorio valenciano, y que sirven de hilo conductor a la visita.

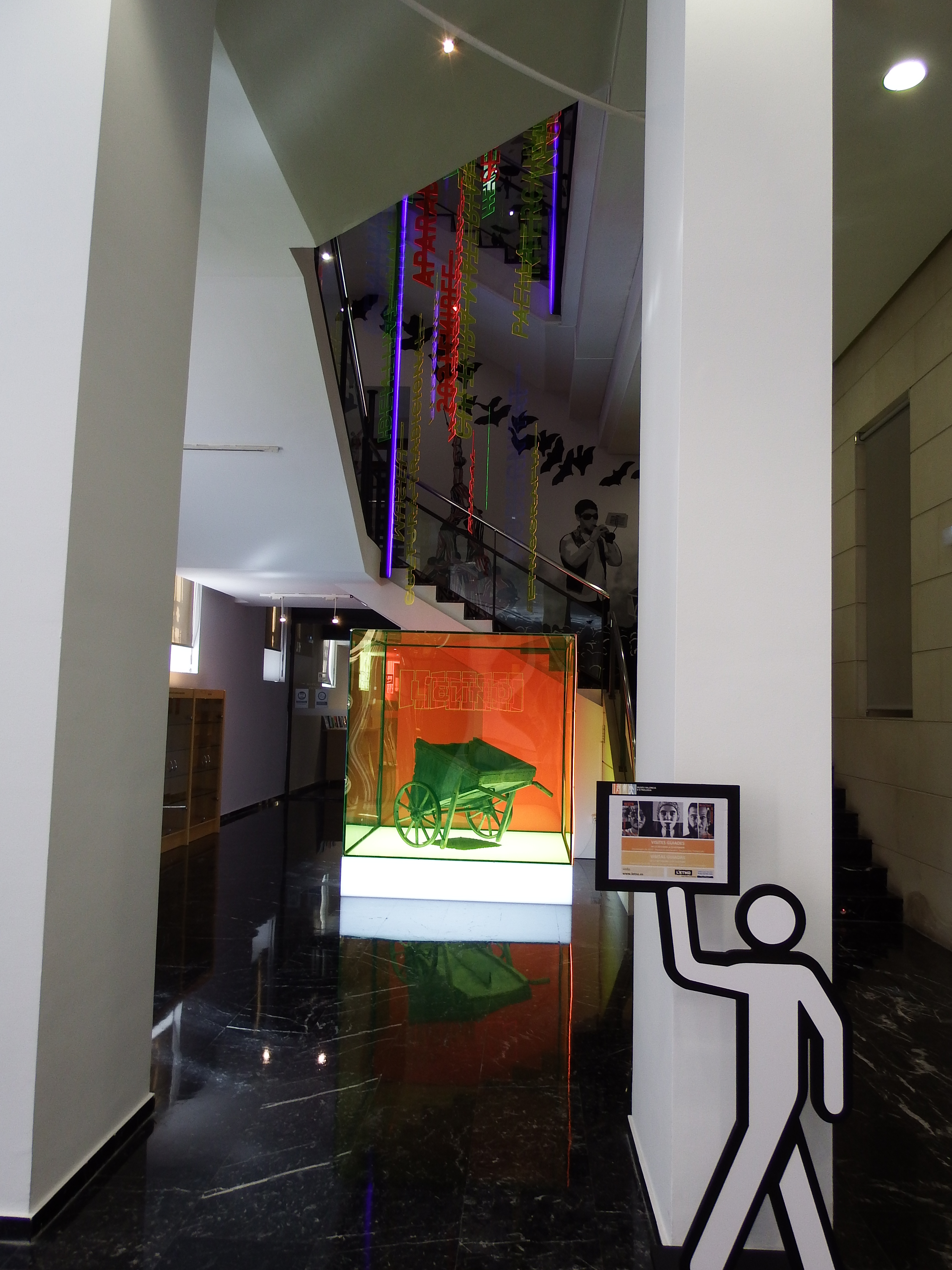
Escaleras del museo
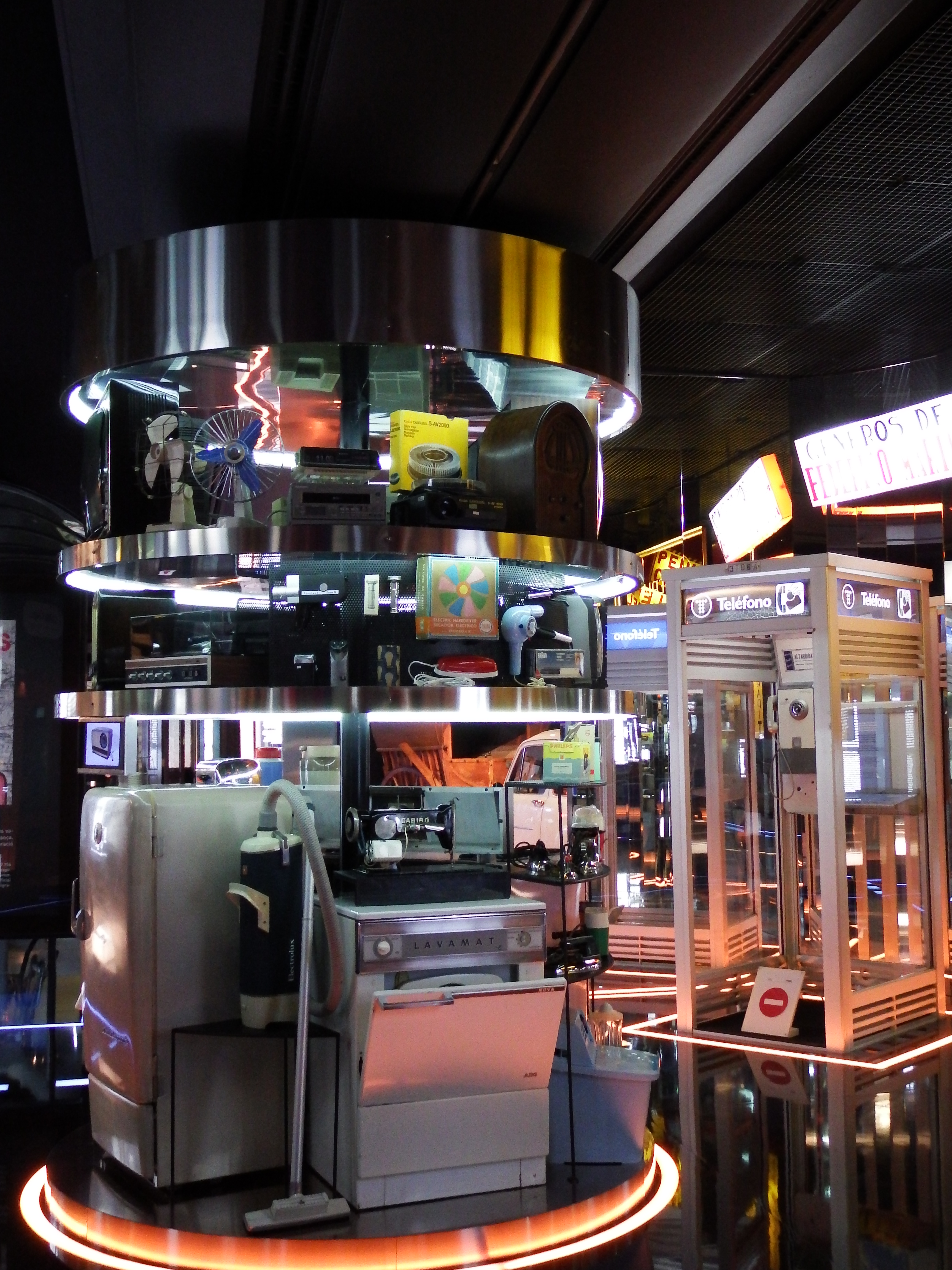
Sala la Ciutat local i global
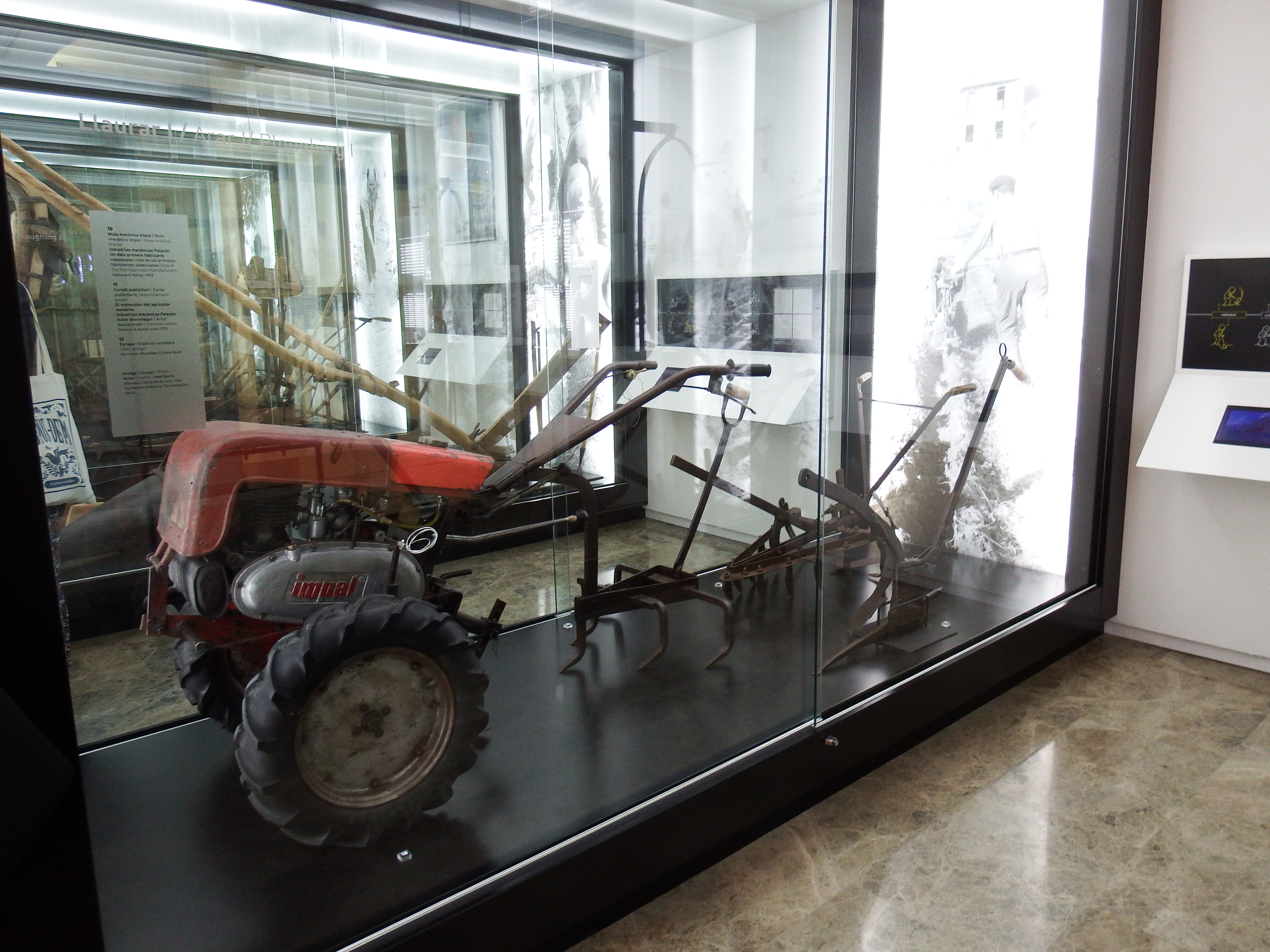
Sala d'Horta i Marjal
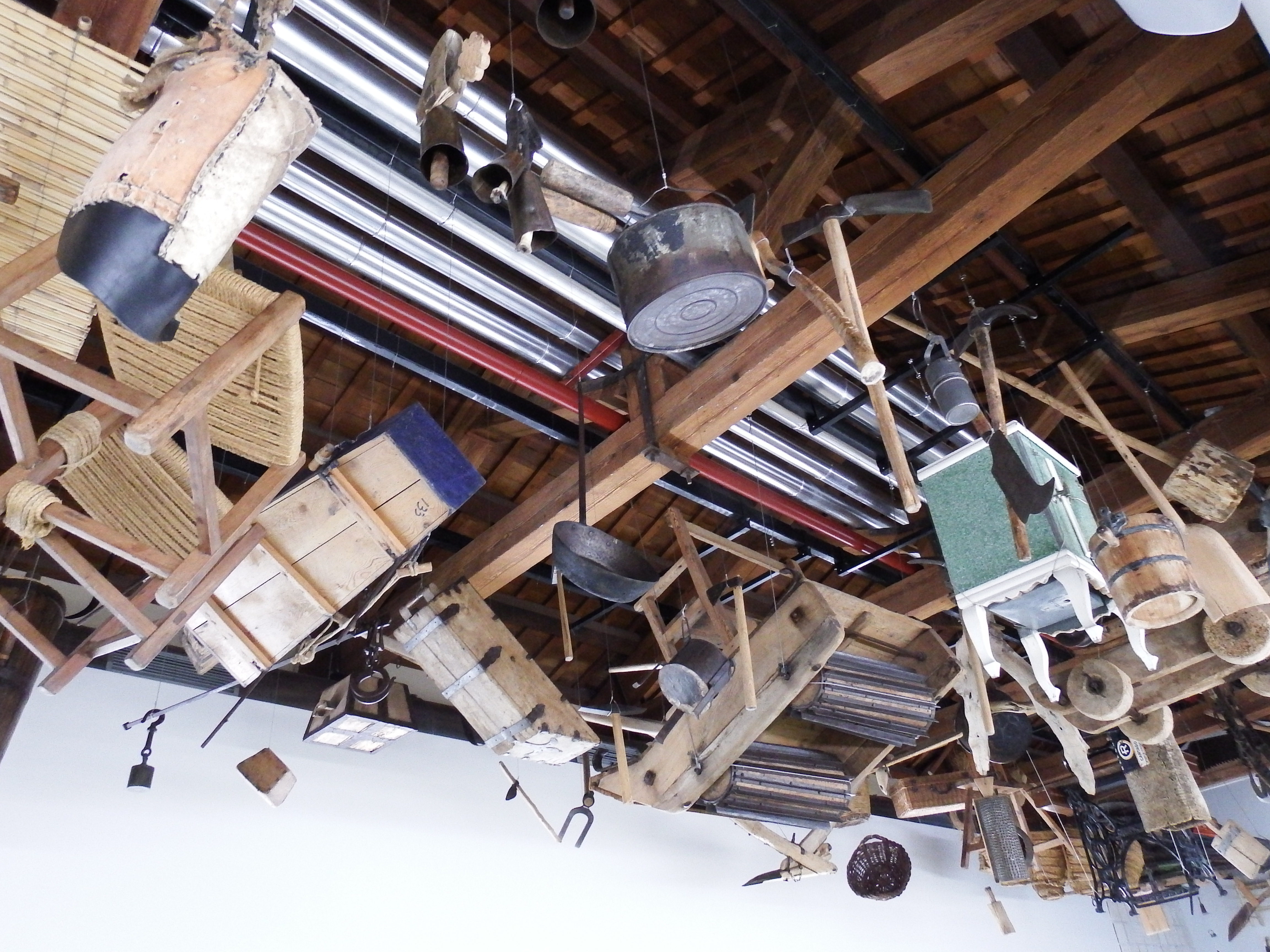
Sala de Secà i Muntanya

Con esta renovación se han tratado de alcanzar dos objetivos:
1. hacer una nueva museografía para la sala de Ciudad, que con 15 años de existencia había cumplido ya su papel; y
2. actualizar el discurso de la totalidad de las salas permanentes dándole un cariz más contemporáneo.

Estos objetivos han hecho que el nuevo diseño de Ciudad se haya pensado en consonancia al que ya se planteaba museográficamente en las salas de "l'Hort i la  Marjal"  y "Sec i Muntanya". De esta forma se mantiene el esqueleto discursivo construido por los ámbitos geoculturales ("Ciutat", "Horta i Marjal" y "Sec i Muntanya"), pero se cambia totalmente la estructura discursiva.
Además, esta modificación de la permanente ha permitido eliminar algunas barreras arquitectónicas de las antiguas salas, concibiendo las salas como espacios que permitan la realización de actividades, ya sean presentaciones de libros, conferencias o actividades formativas.
Paralelamente se han presentado exposiciones temporales dedicadas en el mundo de la pelota valenciana, las bandas de música o las migraciones. Estas exposiciones temporales complementan a las permanentes.

## Exposiciones temporales
Paralelamente a las exposiciones permanentes, se han presentado exposiciones temporales dedicadas al mundo de la pelota valenciana, las bandas de música o las migraciones. Estas exposiciones temporales complementan a las permanentes, y abarcan un amplio abanico de temáticas.

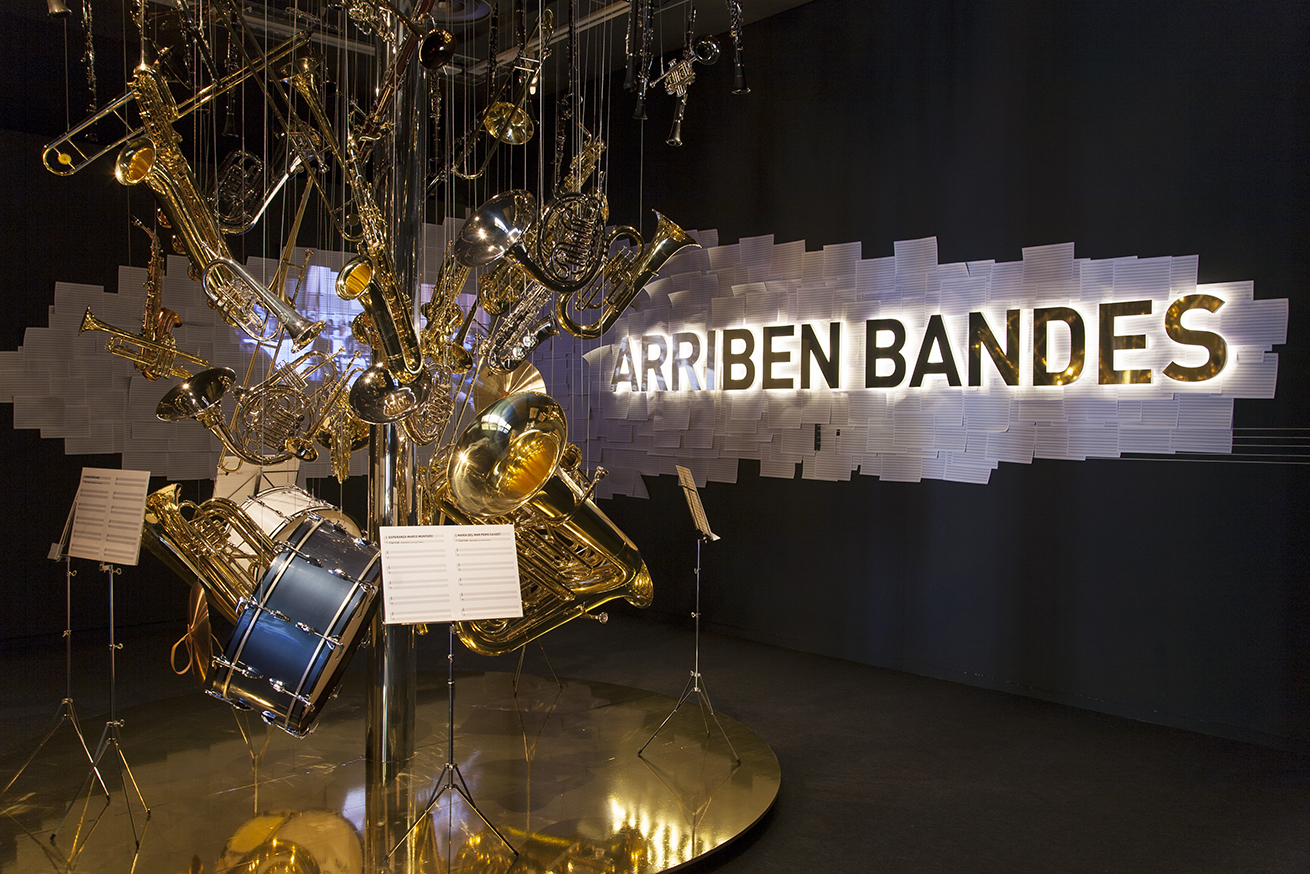
Exposición Arriben Bandes. Les societats musicals valencianes, del 22 noviembre de 2012 al 30 de junio de 2013.
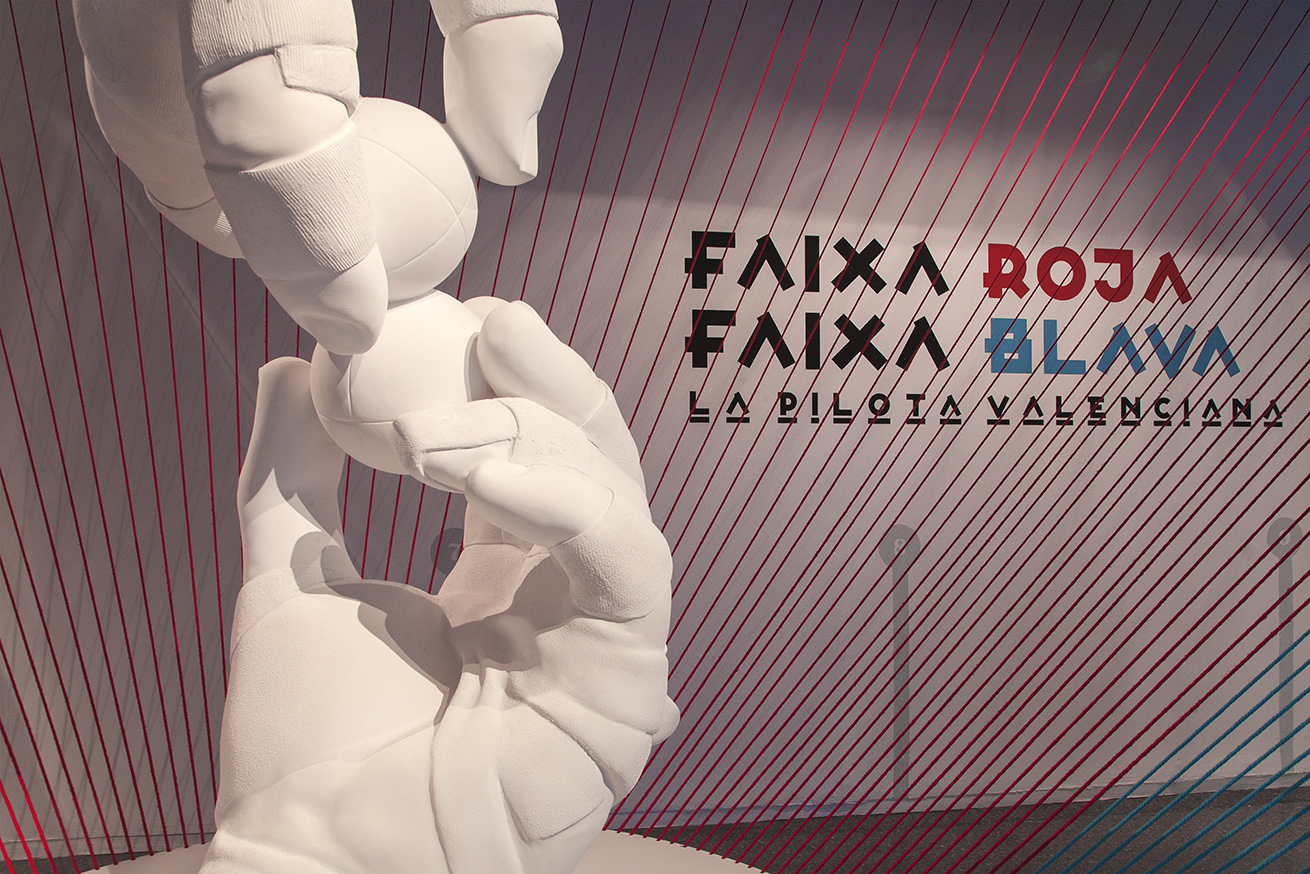
Faixa roja, faixa blava. La Pilota Valenciana, del 7 de noviembre de 2013 al	23 de marzo de 2014
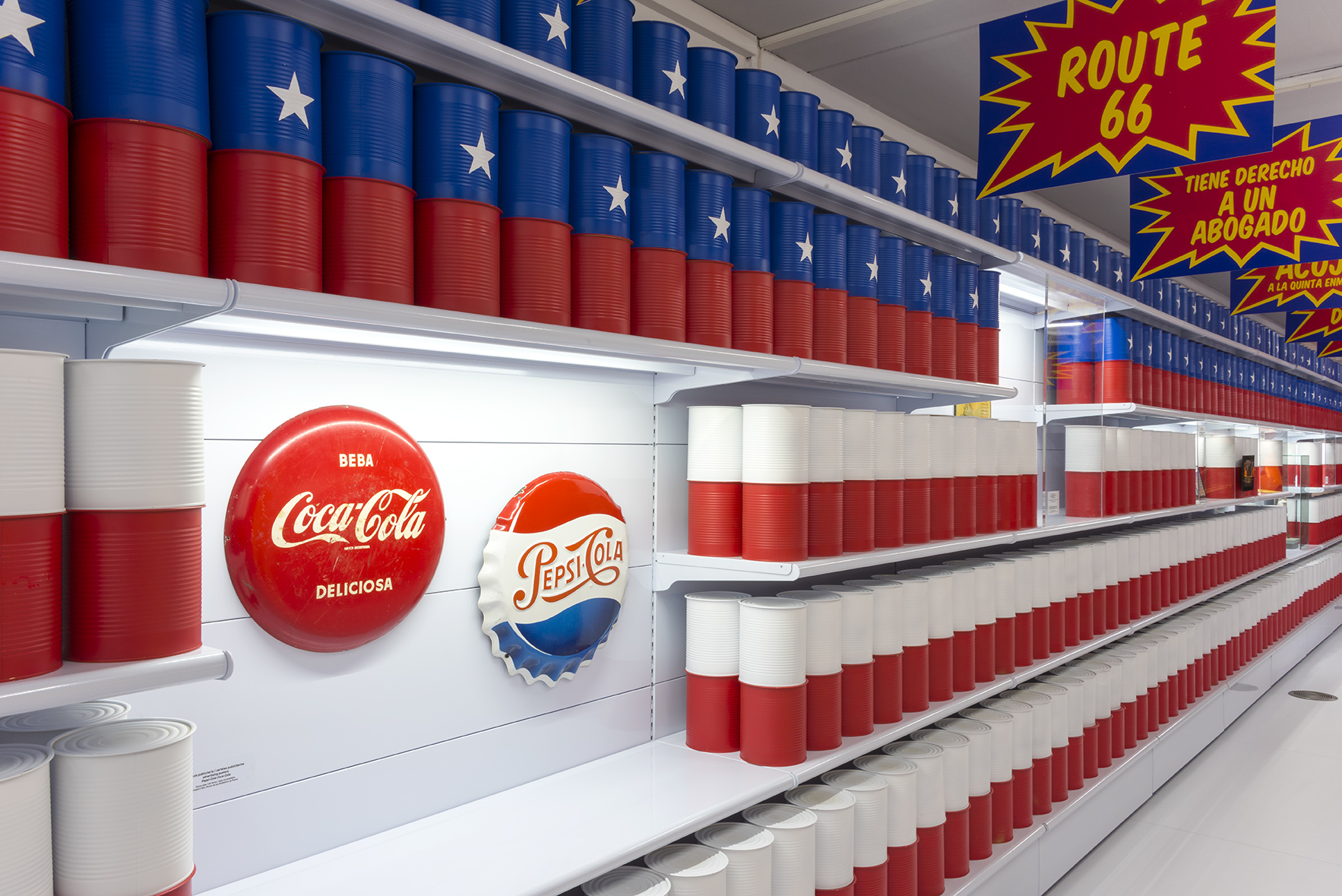
Barres i estels. Els valencians i els USA, del 17 de diciembre de 2014	al 6 de septiembre de 2015.
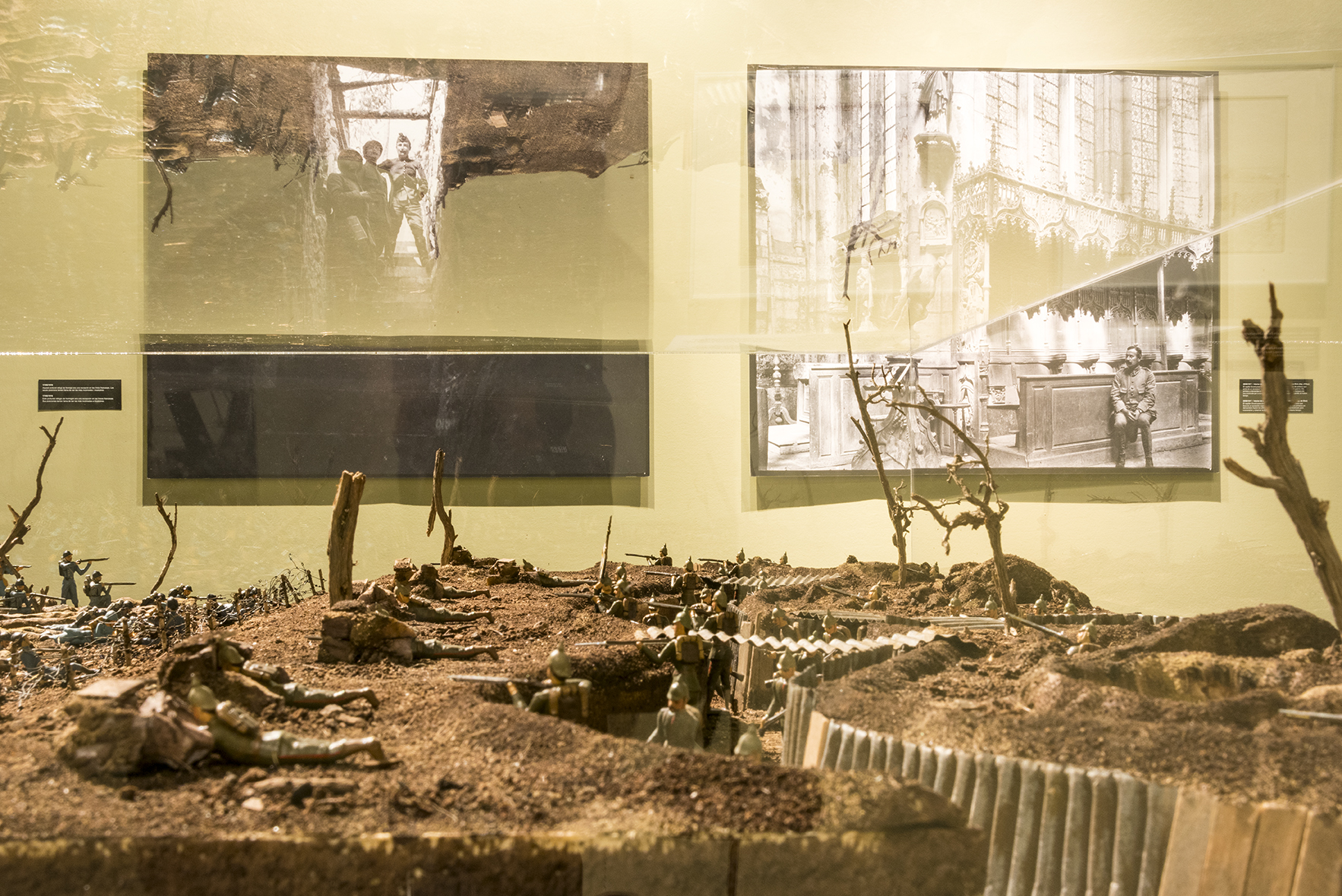
Crònica de la Gran Guerra. L'Arxiu de Tànger, del 28 de octubre de 2015	al 28 de febrero de 2016
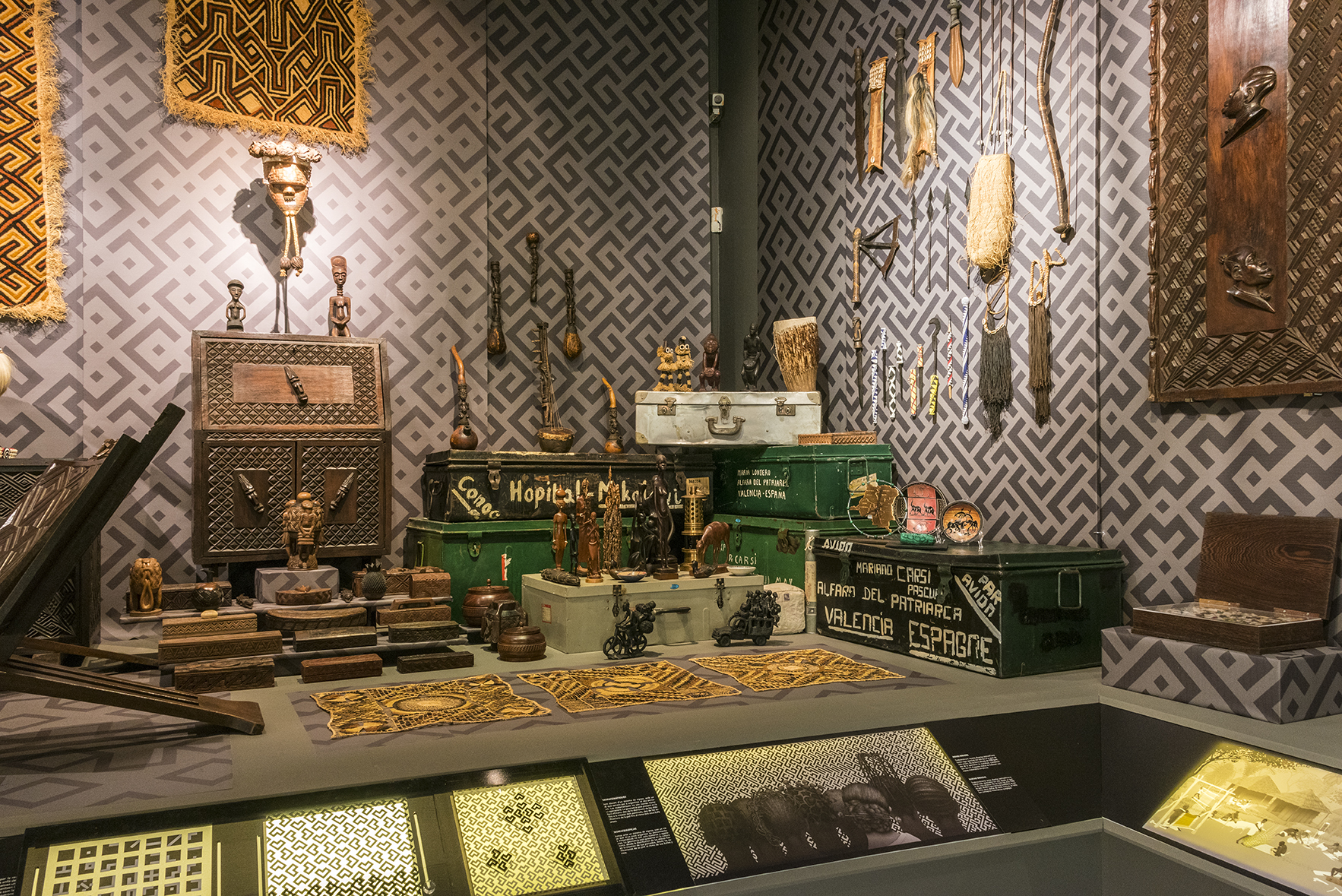
Dr. Carsi, supose?, del 25 de noviembre de 2015 al 10 de abril de 2016
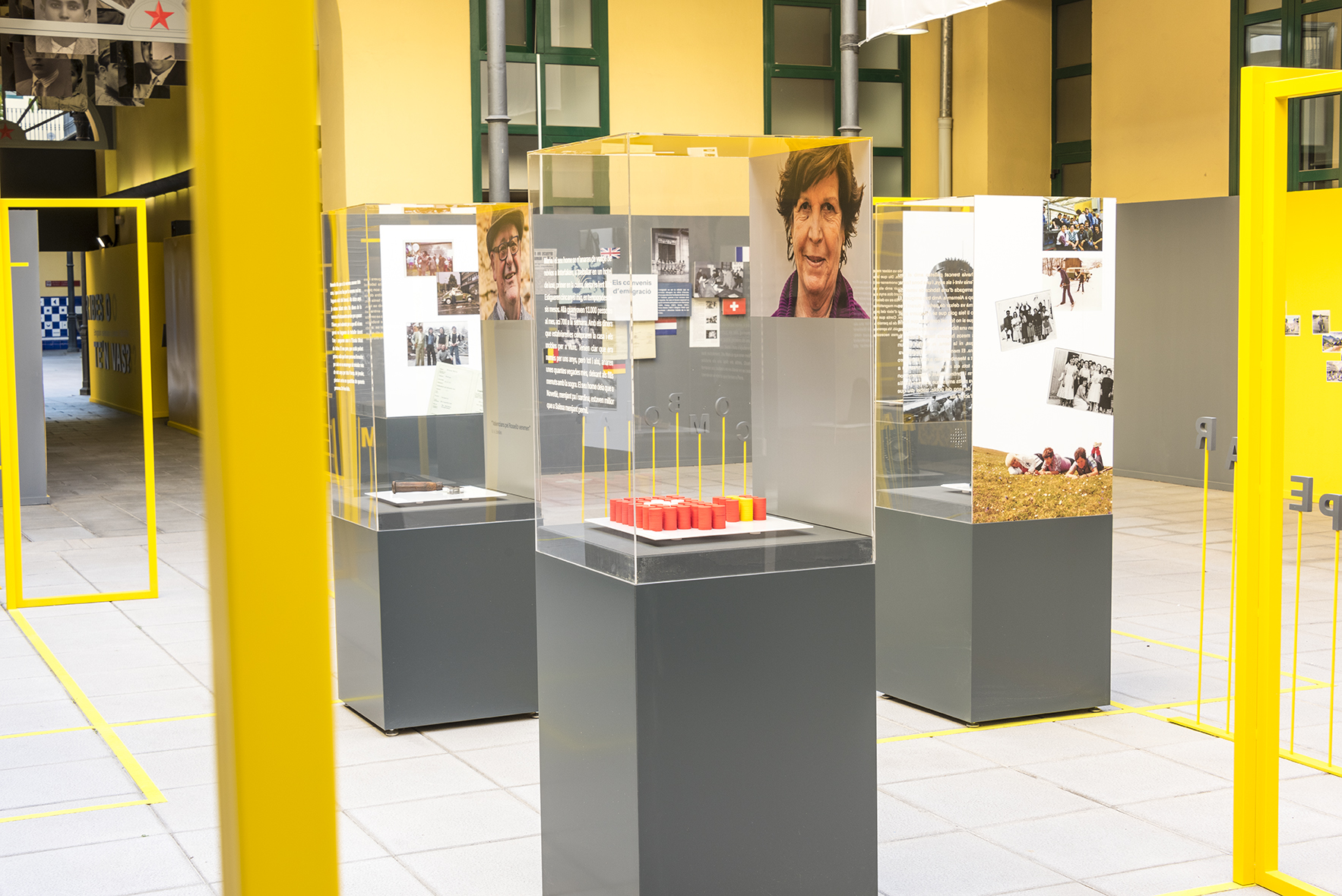
"Arribes o te’n vas? Emigració valenciana a Europa (1950-1970)", del 10 de marzo al 31 de julio de 2016.
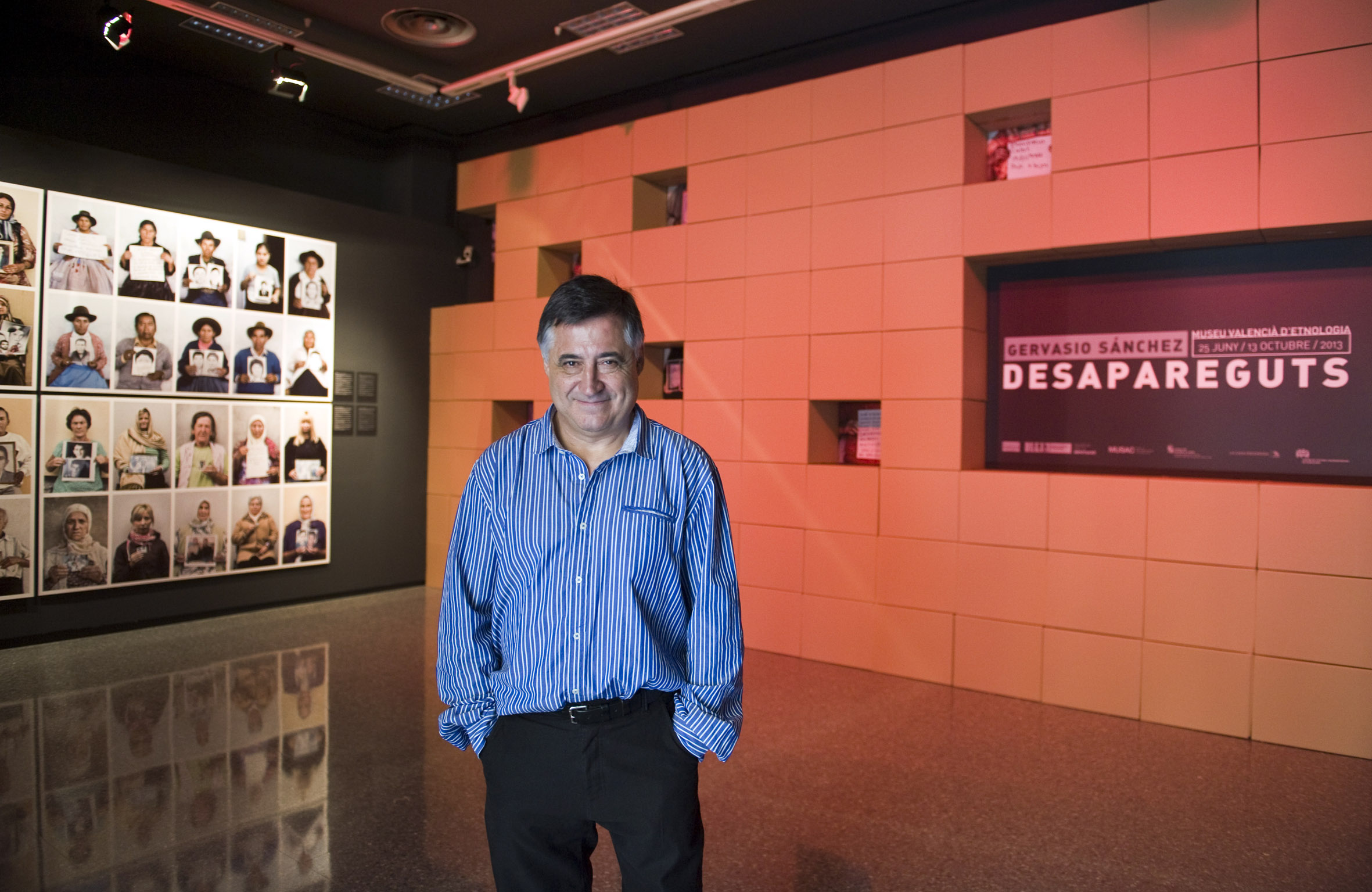
Gervasio Sánchez. Antologia, del 8 de junio al 9 de octubre 2016.

Anteriormente, sin embargo, ya le habían tenido exposiciones temporales. Desde la inauguración del museo hasta 1996 se realizaron una serie de exposiciones monográficas dedicadas a diferentes ámbitos del territorio, entre ellas una dedicada al ciclo del cereal, y que a pesar de ser concebida como temporal, estuvo en exposición desde 1986 hasta 1993. a partir de 1996, el Museo centra su política en la realización de exposiciones temporales, algunas propias y otras prestadas de otros museos o de colecciones privadas. Entre 1997 y 2002 se realizarían un total de 64 exposiciones diferentes.

## Exposiciones itinerantes
Aparte de las exposiciones exhibidas permanentemente en el museo, también se realizan exposiciones itinerantes que están disponibles para otros centros o asociaciones. Estas exposiciones son, en algunos casos, versiones adaptadas de las temporales del museo, dedicadas a temas como el mundo de la pelota valenciana, o como "Pasen y vean" o "Pueblos abandonados, pueblos en la memoria". La finalidad de las mismas es llevar contenidos relacionados con el propio museo a entidades locales y centros docentes.
Estas exposiciones reúnen ciertas características, por un lado son versiones reducidas, en comparación con exposiciones permanentes o temporales; por otro, tienen capacidad de viajar, es decir, están diseñadas para poder ser trasladadas de un lugar a otro sin mucha complicación, ni requerimientos expositivos, salvo un espacio mínimo y unas condiciones de seguridad que se exigen antes de realizar la cesión de las mismas.
Están pensadas para cuatro tipos de circuitos: provincial, autonómico, nacional e internacional.
Además la Unidad de Exposiciones Itinerantes, el Museo cuenta también con una propuesta educativa a través de las conocidas como Maletas Didácticas, especialmente pensadas para su uso en los centros educativos.